# Moj Kazahstan
Moj Kazahstan (kaz. Менің Қазақстаным ili Meniñ Qazaqstanım) - državna himna Kazahstana od siječnja 2006.

## Povijest himne
1943.g. otvoren je natječaj za prvu državnu himnu Kazačke SSR. Kao zadnja varijanta je bio prihvaćen tekst A. Tažibajeva, K. Muhamedhanova, G. Musrepova na glazbu Mukana Tulebajeva, Jevgenija Brusilovskog i Latifa Hamedija. Postoje izvori koji dokazuju da je jedini autor teksta bio Kajum Muhamedhanov, dok su drugi autori pridonijeli samo promjenom početnih riječi s "ер қазақ" u "біз қазақ".

## Himna od1992.do2006.
Početkom 1992.g. bio je otvoren natječaj za glazbu i tekst nove himne Republike Kazahstan. U selekcijsku je komisiju bilo poslano oko 750 projekata. Javnost je tijekom rasprave izrazila mišljenje da je neophodno sačuvati glazbu prethodne himne. Na natječaju su pobijedila četiri autora, od kojih su troje poznati pjesnici srednjeg vijeka, Muzafar Alimbajev, Tumanbaj Moldagalijev, Kadir Mirzalijev, a četvrta je pjesnikinja Žadira Daribajeva. Glazba himne je ostala ista.
9. svibnja 2000.g. održana je ceremonija polaganja vijenaca pred spomenikom vojnicima, nakon koje je predsjednik države Nursultan Nazarbajev javno rekao da je potrebno zamijeniti himnu, te je dao nalog predsjedniku Mažilisa (donjeg doma parlamenta Kazahstana) Žarmahanu Tujakbaju. Nakon nekoliko tjedana zastupnik mažilisa Nurbah Rustemov je pokrenuo inicijativu da se u dnevni red mažilisa uvrsti projekt zakona "O izmjeni himne Kazahstana" sa stihovima Nazarbajeva. Projekt je bio uzet na razmatranje, međutim, nakon niza publikacija u novinama bio je dokazan plagijat - stih Nazarbajeva "Қазағым менің", koji je otisnuo nakladni zavod "Ana tili" 1998.g., razlikovao se samo u naslovu od stiha "Елім менің" Tumanbaja Moldagalijeva, izdanom u novinama "Jegemen Kazakstan" 1996.g. Predsjednik zemlje je 28. lipnja 2001.g. poslao na sjednicu dvaju domova kazahstanskog parlamenta pismo s molbom da se pitanje skine s dnevnog reda, što su zastupnici jednoglasno prihvatili.

## Himna od2006.
7. siječnja 2006.g. novom himnom Republike Kazahstan je postala pjesma "Moj Kazahstan" ("Менің Қазақстаным") - popularna pjesma napisana 1956.g., u koju su unesene promjene kako bi odgovarala statusu državne himne. Budući da je promjene unio sam predsjednik Nazarbajev, on će se navoditi kao suautor teksta.
Također su promijenjena pravila slušanja himne. Sada su tijekom slušanja na službenim ceremonijama prisutni dužni ustati i položiti dlan desne ruke na lijevu stranu grudi.

## Incidenti
- 2011. na Svjetskom prvenstvu u dizanju utega u Parizu za vrijeme dodjele medalje kazahstanskoj sportašici, organizatori su zamijenili himne i pustili staru verziju himne.[3]
- U Kostanajskog oblasti na sjeveru Kazahstana umjesto himne pustili su pjesmu Livin' La Vida Loca Rickyja Martina.[4] Bloger Stas Davidov je u svojem internetskom šou "This is Хорошо" u obzoru himnu nazvao pogrdnim imenom.[5] Kasnije se Davidov ispričao, a pritom je opet za himnu upotrijebio istu riječ. Čovjeka koji je greškom pustio pjesmu Rickyja Martina su otpustili.
- U Kuvajtu je na ceremoniji dodjele nagrade kazahstanskoj sportašici puštena "himna" iz filma "Borat: učenje o amerika kultura za boljitak veličanstveno država Kazahstan». Ministarstvo vanjskih poslova Kazahstana je zatražilo istragu incidenta.[6]

## Riječi himne
| Менің Қазақстаным Алтын күн аспаны, Алтын дән даласы, Ерліктің дастаны - Еліме қарашы! Ежелден ер деген, Даңқымыз шықты ғой, Намысын бермеген, Қазағым мықты ғой! Менің елім, менің елім, Гүлің болып егілемін, Жырың болып төгілемін, елім! Туған жерім менің — Қазақстаным! Ұрпаққа жол ашқан, Кең байтақ жерім бар. Бірлігі жарасқан, Тәуелсіз елім бар. Қарсы алған уақытты, Мәңгілік досындай. Біздің ел бақытты, Біздің ел осындай! Менің елім, менің елім, Гүлің болып егілемін, Жырың болып төгілемін, елім! Туған жерім менің — Қазақстаным! (izvornik) | Meniñ Qazaqstanım Altın kün aspanı, Altın dän dalası, Erliktiñ dastanı - Elime qaraşı! Ejelden er degen, Dañqımız şıqtı ğoy, Namısın bermegen, Qazağım mıqtı ğoy! Meniñ elim, meniñ elim, Güliñ bolıp egilemin, Jırıñ bolıp tögilemin, elim! Tuwğan jerim meniñ — Qazaqstanım! Urpaqqa jol aşqan, Keñ baytaq jerim bar. Birligi jarasqan, Täwelsiz elim bar. Qarsı alğan waqıttı, Mäñgilik dosınday. Bizdiñ el baqıttı, Bizdiñ el osınday! Meniñ elim, meniñ elim, Güliñ bolıp egilemin, Jırıñ bolıp tögilemin, elim! Tuwğan jerim meniñ — Qazaqstanım! (prijeslov) | Moj Kazahstan Nebo zlatnoga sunca Stepa zlatnoga sunca Legendo hrabrosti, Pogledaj moju državu. Od davnina Naša slava se pročula! Nisu odustali od ponosa, Moji Kazasi su snažni! Moja zemljo,moja zemljo! Bit ću posađen kao tvoj cvijet! Proćut ću se kao tvoja pjesma,moja zemljo, Moja domovino-moj Kazahstane! Za potomstvo put je bio otvoren, Imam prostranu zemlju! Njezino jedinstvo je pravilno, Imam neovisnu državu! Pozdravilo je vrijeme, Kao vječnog prijatelja. Naša država je sretna, Kao i mi! Pripjev-2x |